# Michel Aumont
Pour les articles homonymes, voir Michel Aumont (clarinettiste) et Aumont.
Michel Aumont est un acteur français, né le 15 octobre 1936 à Paris, où il est mort le 28 août 2019. Il a été sociétaire honoraire de la Comédie-Française.

## Biographie
Michel Henri Aumont naît en 1936 à Paris. Il est le fils d'un régisseur administratif du « Français » et de la comédienne Hélène Gerber, née Simone Jacquin, dont la sœur Irène Tilly-Jacquin épousa le peintre Jean Dorville.
Au Conservatoire national d'art dramatique dans les classes de Denis d'Inès et de Jean Debucourt, il obtient un premier prix de comédie moderne dans Le Tragédien malgré lui de Tchekhov et un premier accessit de comédie classique dans le rôle du Docteur de La Jalousie du Barbouillé de Molière. En 1956, dès sa sortie du Conservatoire, il est engagé comme pensionnaire à la Comédie-Française dont il est nommé sociétaire de 1965 à 1993, puis sociétaire honoraire. Il s'illustre sur les planches sans interruption et il est d'ailleurs récompensé par quatre Molières durant sa carrière.
La télévision fait appel à lui, puis le cinéma en 1972 avec un rôle dans La Femme en bleu de Michel Deville. L'acteur ne tarde pas à séduire les grands noms de la mise en scène, qui lui font souvent jouer des rôles de commissaires, tels Claude Chabrol pour Nada ou Claude Zidi pour La Course à l'échalote. On le voit aussi au générique du Jouet de Francis Veber, de Mort d'un pourri de Georges Lautner ou encore de Coup de tête de Jean-Jacques Annaud.
Acteur de premier plan au théâtre, il interprète plutôt des seconds rôles au cinéma, où il est souvent employé en officier de police, homme politique ou homme de loi. Dans les années 1980, il apparaît entre autres aux génériques des Compères de Francis Veber, en 1983, et d'Un dimanche à la campagne de Bertrand Tavernier un an plus tard.
Michel Aumont rejoue un rôle de commissaire en 1990 pour Ripoux contre ripoux. Variant les genres, il s'illustre ensuite en costumes dans Beaumarchais, l'insolent d'Édouard Molinaro et poursuit sa riche collaboration avec Francis Veber, jouant un psychologue d'entreprise dans Le Placard (2000), un fou dans Tais-toi ! (2002), un médecin dans La Doublure (2006) et un gangster dans L'Emmerdeur (2008). En 2004, il fait une apparition dans Clara et moi d'Arnaud Viard avant d'interpréter le chef du protocole dans la comédie Palais Royal ! de Valérie Lemercier en 2005. En 2010, Il joue dans Les Invités de mon père d'Anne Le Ny.

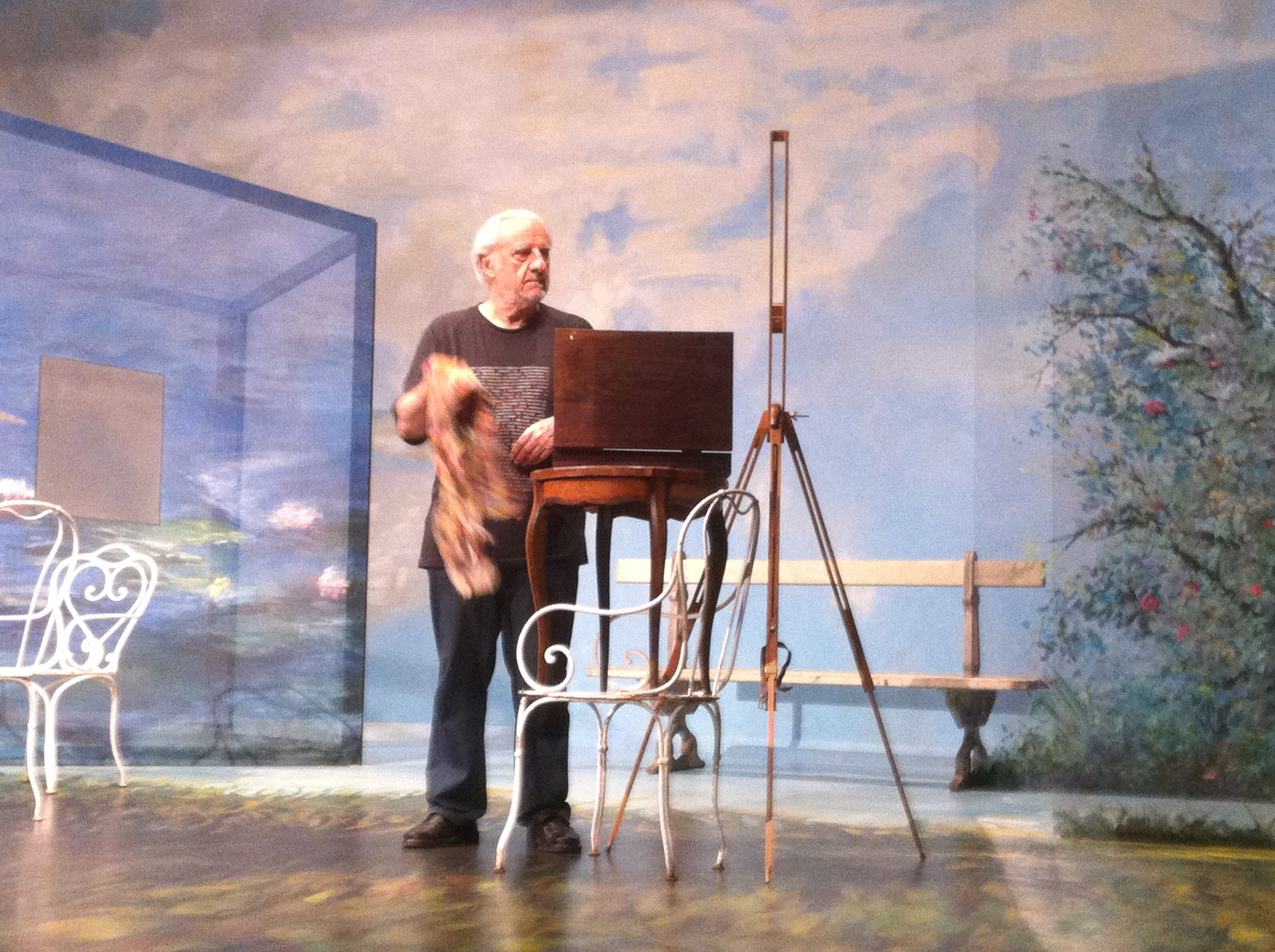
Michel Aumont en 2014, au théâtre Montparnasse.

Il meurt le 28 août 2019 dans le 1re arrondissement de Paris, à l'âge de 82 ans, des suites d'un cancer. Il est crématisé.
Il n'a pas de lien de parenté avec l'acteur Jean-Pierre Aumont ni avec sa famille.

## Filmographie

### Cinéma
- 1973 : La Femme en bleu de Michel Deville : Edmond
- 1973 : Un ange au paradis de Jean-Pierre Blanc : Mouton
- 1974 : Nada de Claude Chabrol : Goemond
- 1974 : Grandeur nature de Luis García Berlanga : Henry
- 1974 : La Gifle de Claude Pinoteau : Charvin
- 1975 : Le Futur aux trousses de Dolorès Grassian : Ernest, le vigile
- 1975 : La Course à l'échalote de Claude Zidi: Commissaire Brunet
- 1975 : Parlez-moi d'amour de Michel Drach : le père de Daniel
- 1975 : Monsieur Balboss de Jean Marbœuf : le ministre
- 1976 : Les Œufs brouillés de Joël Santoni : le chef de cabinet de la Présidence
- 1976 : Le Petit Marcel de Jacques Fansten : Taron
- 1976 : Monsieur Klein de Joseph Losey : le fonctionnaire de la préfecture
- 1976 : Mado de Claude Sautet : Aimé Barachet
- 1976 : Le Jouet de Francis Veber : le directeur du magasin
- 1977 : Des enfants gâtés de Bertrand Tavernier : Pierre
- 1977 : Mort d'un pourri de Georges Lautner : Commissaire Moreau
- 1977 : Pourquoi pas ! de Coline Serreau : l'inspecteur Bricat
- 1978 : L'Exercice du pouvoir de Philippe Galland : Alexandre Bast
- 1978 : Le Dossier 51 de Michel Deville : Mars (voix)
- 1979 : La Frisée aux lardons d'Alain Jaspard : Pierre
- 1979 : Coup de tête de Jean-Jacques Annaud : Bertrand Brochard
- 1979 : Bête, mais discipliné de Claude Zidi : Mike Stévenin
- 1979 : Courage fuyons d'Yves Robert : Franckie
- 1980 : L'Œil du maître de Stéphane Kurc : Ferrazi
- 1981 : Le Roi des cons de Claude Confortès : le PDG
- 1981 : Celles qu'on n'a pas eues de Pascal Thomas : Francis
- 1981 : La vie continue de Moshé Mizrahi : Henri
- 1982 : Légitime violence de Serge Leroy : le commissaire Henri Brousse
- 1983 : Pourrira de Jean-Louis Berdot (court-métrage)
- 1983 : Le Grain de sable de Pomme Meffre : Maurice Léger
- 1983 : Ballade sanglante de Sylvain Madigan (court-métrage)
- 1983 : Édith et Marcel de Claude Lelouch : le journaliste (voix)
- 1983 : Les Compères de Francis Veber : Paul Martin
- 1984 : Un dimanche à la campagne de Bertrand Tavernier: Gonzague
- 1984 : La Diagonale du fou de Richard Dembo : Stephan Ivanovitch Kerossian
- 1984 : Liste Noire d'Alain Bonnot : le juge
- 1985 : Morphée de Bruno Chiche (court-métrage)
- 1985 : Le Mariage du siècle de Philippe Galland : le Roi
- 1985 : Monsieur de Pourceaugnac de Michel Mitrani : le premier médecin
- 1985 : Escalier C de Jean-Charles Tacchella : Joss, le typographe
- 1985 : Une femme ou deux de Daniel Vigne : Pierre Carrière
- 1986 : Prunelle Blues de Jacques Otmezguine : le commissaire Cade
- 1986 : Cours privé de Pierre Granier-Deferre : Bruno Ketti
- 1987 : Sale Destin de Sylvain Madigan : l'inspecteur Marchandon
- 1987 : Poussière d'ange d'Édouard Niermans : Florimont
- 1988 : Les Années sandwiches de Pierre Boutron : oncle Jean
- 1988 : La Septième dimension de Laurent Dussaux :
- 1989 : Un tour de manège de Pierre Pradinas : le directeur de la banque
- 1990 : Ripoux contre ripoux de Claude Zidi : Bloret
- 1990 : Alberto Express d'Arthur Joffé : l'endetté
- 1991 : Sushi Sushi de Laurent Perrin : Bertrand Casier
- 1992 : La Révolte des enfants de Gérard Poitou-Weber : l'oncle
- 1992 : Sexes faibles ! de Serge Meynard : Montheau
- 1993 : Archipel de Pierre Granier-Deferre : Rantaine, le directeur
- 1993 : L'Ombre du doute d'Aline Issermann : le grand-père
- 1995 : Le Roi de Paris de Dominique Maillet : le Marquis de Castellac
- 1995 : Au petit Marguery de Laurent Bénégui : Hippolyte
- 1996 : Beaumarchais, l'insolent d'Édouard Molinaro : Baron de Breteuil
- 1996 : Madame Dargent d'Yves Bernanos (moyen métrage)
- 1997 : Tortilla y cinema de Martin Provost : lui-même
- 1997 : Mauvais Genre de Laurent Bénégui : Bernard Brondin
- 1997 : Messieurs les enfants de Pierre Boutron : le principal
- 1998 : La Cloche de Charles Berling (court-métrage) : le clochard
- 1998 : L'homme est une femme comme les autres de Jean-Jacques Zilbermann : oncle Salomon
- 1998 : Une chance sur deux de Patrice Leconte : Ledoyen
- 1999 : Les Migrations de Vladimir de Milka Assaf : Président Colombani
- 2000 : Le Pique-nique de Lulu Kreutz de Didier Martiny : Michel Mazelsky
- 2000 : Salsa de Joyce Buñuel : Monsieur Redele
- 2001 : Le Placard de Francis Veber : Belone, le voisin
- 2001 : Moulin à paroles de Pascal Rémy (court-métrage)
- 2003 : Le Intermittenze del cuore de Fabio Carpi : Baumann
- 2003 : Tais-toi ! de Francis Veber : Nosberg
- 2004 : Clara et moi d'Arnaud Viard : le père d'Antoine
- 2004 : Qui perd gagne ! de Laurent Bénégui : le directeur des RG
- 2004 : Automne de Ra'up McGee : Noël
- 2005 : Palais Royal ! de Valérie Lemercier : René-Guy
- 2006 : La Doublure de Francis Veber : le médecin
- 2008 : L'Empreinte de Safy Nebbou : Alain Valentin
- 2008 : L'Emmerdeur de Francis Veber : François Randoni
- 2009 : Bancs publics (Versailles Rive-Droite) de Bruno Podalydès : le second joueur de backgammon
- 2009 : La Sainte Victoire de François Favrat
- 2010 : Les invités de mon père d'Anne Le Ny : Lucien Paumelle
- 2010 : Toutes les filles pleurent de Judith Godrèche : L'homme du bar
- 2010 : Comme les 5 doigts de la main de Alexandre Arcady : Maurice Atlan
- 2010 : Imogène McCarthery d'Alexandre Charlot et Franck Magnier : Sir Woolish
- 2010 : Un balcon sur la mer de Nicole Garcia : Robert Prat
- 2011 : Je m'appelle Bernadette de Jean Sagols : Abbé Dominique Peyramale
- 2012 : Paris-Manhattan de Sophie Lellouche : Isaac, le père
- 2012 : La Clinique de l'amour d'Artus de Penguern : David Marchal
- 2014 : On a marché sur Bangkok d'Olivier Baroux : Poséidon
- 2016 : Des nouvelles de la planète Mars de Dominik Moll : le père
- 2017 : Vive la crise de Jean-François Davy : Pépé Canaille
- 2018 : Moi et le Che de Patrice Gautier : Victor Bray

### Télévision
- 1966 : Amédée et les messieurs en rang de Jules Romains, mise en scène Jean Meyer, réalisation Yves-André Hubert :
- 1966 : Le Légataire universel de Jean Pignol : Géronte
- 1967 : Huckleberry Finn de Marcel Cravenne
- 1968 : Au théâtre ce soir : Le commissaire est bon enfant de Georges Courteline, mise en scène Jean-Paul Roussillon, réalisation Pierre Sabbagh : le commissaire
- 1970 : Monsieur de Pourceaugnac de Georges Lacombe : un médecin
- 1972 : Pot-Bouille d'Yves-André Hubert (mini série) : Auguste
- 1972 : Électre de Jean Giraudoux, réalisation Pierre Dux : le président
- 1972 : Les Femmes savantes de Molière, réalisation Jean Vernier : Vadius
- 1972 : Frédéric II d'Olivier Ricard : Frédéric, roi de Prusse
- 1973 : L'Avare de René Lucot : Harpagon
- 1973 : George Dandin de Jean Dewever : Colin
- 1973 : Molière pour rire et pour pleurer de Marcel Camus : Du Croisy
- 1973 : Antigone de Jean-Paul Carrère : le garde
- 1975 : Le Médecin malgré lui de Lazare Iglesis : Géronte
- 1975 : La Maison des renards de Michel Hermant : le commissaire
- 1975 : La Commère de Nat Lilienstein : le neveu de Mlle Habert
- 1977 : Partage de midi de Jacques Audoir : Amalric
- 1978 : Le Roi se meurt d'Yves-André Hubert : le roi Bérenger Ier
- 1979 : Le Triomphe de l'amour de Marivaux, réalisation Édouard Logereau : Hermocrate
- 1979 : Les Dames de la côte de Nina Companeez (mini série) : Louis
- 1981 : Le Serment d'Heidelberg d'André Farwagi : Amédée Geoffroy
- 1981 : Antoine et Julie de Gabriel Axel : Dagobert
- 1982 : Les Michaud de Georges Folgoas : Saucie
- 1982 : Emmenez-moi au théâtre : Le Voyage de monsieur Perrichon de Pierre Badel : Majorin
- 1982 : Mozart de Marcel Bluwal : Colloreda
- 1983 : Thérèse Humbert de Marcel Bluwal : Salignac
- 1984 : Lucienne et le Boucher de Pierre Tchernia : Moreau, l'horloger
- 1985 : L'Histoire en marche : Le serment de Roger Kahane : Rondelet
- 1986 : L'Ami Maupassant : Berthe de Claude Santelli : l'évêque
- 1986 : L'Été 36 d'Yves Robert : Henri
- 1989 : L'Or du diable de Jean-Louis Fournier : l'abbé Bourdet
- 1989 : Les Nuits révolutionnaires de Charles Brabant : le hibou, Restif de la Bretonne, Mr de Glancé
- 1989 : Fantômes sur l'oreiller de Pierre Mondy : Bernard Labarges
- 1991 : Le Piège de Serge Moati : Basson
- 1993 : Le Bal de Jean-Louis Benoît : Monsieur Duchatel
- 1993 : Un otage de trop de Philippe Galland : Chaumont Pierrard
- 1995 : Le Parasite de Patrick Dewolf : Lucien Laroque
- 1997 : Parfum de famille de Serge Moati : Louis
- 1997 : La Famille Sapajou d'Élisabeth Rappeneau : Pépé Sapajou
- 1997 : La Ville dont le prince est un enfant de Christophe Malavoy : le père supérieur
- 1997 : Le Bonheur est un mensonge de Patrick Dewolf : Charles Fontaine
- 1998 : Le Comte de Monte-Cristo , mini-série de Josée Dayan : Baron Danglars
- 1998 : Une femme à suivre de Patrick Dewolf : Mr Ponty, le père d'Eddy
- 1998 : La Famille Sapajou - le retour d'Élisabeth Rappeneau : Pépé Sapajou
- 1999 : Sapajou contre Sapajou d'Élisabeth Rappeneau : Pépé Sapajou
- 2000 : Les Enfants du printemps de Marco Pico  Marc
- 2001 : Rastignac ou les Ambitieux d'Alain Tasma : Monsieur de Rastignac
- 2002 : La Grande brasserie de Dominique Baron : Jean-Marc Constant
- 2003 : Nés de la mère du monde de Denise Chalem : Isaac Sidowski
- 2003 : Mata Hari, la vraie histoire d'Alain Tasma : le capitaine Ladoux
- 2004 : La Nuit du meurtre de Serge Meynard : Louis Castellane
- 2005 : Une vie en retour de Daniel Janneau : Maxime Duval
- 2005 : La Visite de Pierre Sisser : Alexandre Monjoit
- 2005 : Les Enquêtes d'Éloïse Rome, épisode Coup de main de Christophe Douchand : René Wilhem
- 2006 : Le juge est une femme, épisode La Loi du marché de Joyce Buñuel : Emile Tarpon
- 2006 : Mes parents chéris de Philomène Esposito : Monsieur Amato
- 2006 : L'Enfant du secret de Serge Meynard : Abbé de l'Epée
- 2006 : René Bousquet ou le Grand Arrangement de Laurent Heynemann : le juge Moatty
- 2007 : Enfin seul(s) de Bruno Herbulot : Antoine
- 2008 : Miroir, mon beau miroir de Serge Meynard : Paul
- 2008 : À droite toute de Marcel Bluwal (mini série) :
- 2008 : Braquage en famille : Marcel Jacquin
- 2009 : La Reine morte de Pierre Boutron : le Roi Ferrante
- 2009 : Suite noire : Envoyez la fracture de Claire Devers : Demare, patron d'Amboise
- 2010 : Le Grand Restaurant (divertissement) de Gérard Pullicino : un client du restaurant
- 2010 : La Très excellente et divertissante histoire de François Rabelais d'Hervé Baslé : François Rabelais, 2e époque
- 2011 : Simple de Ivan Calbérac : Villedieu
- 2012 : Petits arrangements avec ma mère de Denis Malleval : André
- 2012 : Divorce et fiançailles d'Olivier Péray : Georges
- 2013 : Les Vieux Calibres de Marcel Bluwal : René Lecoutre
- 2013 : Chambre noire d'Arnaud Malherbe : Monsieur Edouard
- 2013 : Meurtre en trois actes de Claude Mouriéras : Francis Terracol

## Doublage

### Cinéma
- 1973 : Chacal : le ministre de l'Intérieur (Alan Badel)
- 1980 : Shining : Stuart Ullman (Barry Nelson)

## Théâtre
- 1952 : La Puissance et la gloire de Graham Greene, mise en scène André Clavé, Théâtre de l'Œuvre

### Comédie-Française
- Entrée à la Comédie-Française le 1er septembre 1956
- 440e Sociétaire le 1er janvier 1965
- Sociétaire honoraire le 1er janvier 1994

- 1955 : Est-il bon ? Est-il méchant ? de Denis Diderot, mise en scène Henri Rollan
- 1956 : Les Fourberies de Scapin de Molière
- 1960 : Le Cardinal d'Espagne d'Henry de Montherlant, mise en scène Jean Mercure
- 1961 : Un fil à la patte de Georges Feydeau, mise en scène Jacques Charon
- 1962 : La Troupe du Roy, Hommage à Molière, mise en scène Paul-Émile Deiber
- 1962 : L'Avare de Molière, mise en scène Jacques Mauclair
- 1964 : Les Femmes savantes de Molière, mise en scène Jean Meyer
- 1964 : Cyrano de Bergerac d'Edmond Rostand, mise en scène Jacques Charon
- 1964 : Comme les chardons d'Armand Salacrou, mise en scène Michel Vitold
- 1964 : Donogoo de Jules Romains, mise en scène Jean Meyer
- 1965 : Le Songe d'une nuit d'été de Shakespeare, mise en scène Jacques Fabbri
- 1965 : La Rabouilleuse d'Émile Fabre d'après Honoré de Balzac, mise en scène Paul-Émile Deiber
- 1967 : Dom Juan de Molière, mise en scène Antoine Bourseiller
- 1967 : La Commère de Marivaux, mise en scène Michel Duchaussoy
- 1967 : Cyrano de Bergerac d'Edmond Rostand, mise en scène Jacques Charon
- 1967 : La Soif et la faim d'Eugène Ionesco, mise en scène Jean-Marie Serreau
- 1967 : Le Menteur de Corneille, mise en scène Jacques Charon
- 1967 : Le Médecin malgré lui de Molière, mise en scène Jean-Paul Roussillon
- 1967 : L'Émigré de Brisbane de Georges Schéhadé, mise en scène Jacques Mauclair
- 1968 : Tartuffe de Molière, mise en scène Jacques Charon
- 1969 : Un imbécile de Luigi Pirandello, mise en scène François Chaumette
- 1969 : Tartuffe de Molière, mise en scène Jacques Charon
- 1969 : L'Avare de Molière, mise en scène Jean-Paul Roussillon
- 1969 : Les Italiens à Paris de Charles Charras et André Gille d'après Évariste Gherardi, mise en scène Jean Le Poulain
- 1970 : Malatesta de Henry de Montherlant, mise en scène Pierre Dux
- 1970 : George Dandin de Molière, mise en scène Jean-Paul Roussillon
- 1970 : Tartuffe de Molière, mise en scène Jacques Charon
- 1970 : Dom Juan de Molière, mise en scène Antoine Bourseiller
- 1970 : Le Songe d'August Strindberg, mise en scène Raymond Rouleau
- 1970 : L'Avare de Molière, mise en scène Jean-Paul Roussillon
- 1971 : L'Avare de Molière, mise en scène Jean-Paul Roussillon
- 1971 : Becket ou l'Honneur de Dieu de Jean Anouilh, mise en scène de l'auteur et Roland Piétri
- 1971 : Comme la pierre de Romain Weingarten, mise en scène Jean-François Adam
- 1971 : Les Femmes savantes de Molière, mise en scène Jean Piat
- 1971 : Un imbécile de Luigi Pirandello, mise en scène François Chaumette
- 1972 : Tartuffe de Molière, mise en scène Jacques Charon
- 1972 : Œdipe roi, Œdipe à Colone de Sophocle, mise en scène Jean-Paul Roussillon, Festival d'Avignon
- 1972 : Richard III de William Shakespeare, mise en scène Terry Hands, Festival d'Avignon
- 1973 : Richard III de William Shakespeare, mise en scène Terry Hands
- 1973 : Le Médecin malgré lui de Molière, mise en scène Jean-Paul Roussillon
- 1973 : Les Femmes savantes de Molière, mise en scène Jean Piat
- 1973 : L'École des femmes de Molière, mise en scène Jean-Paul Roussillon
- 1973 : L'Avare de Molière, mise en scène Jean-Paul Roussillon
- 1973 : Dom Juan de Molière, mise en scène Antoine Bourseiller
- 1973 : Tartuffe de Molière, mise en scène Jacques Charon
- 1974 : Périclès de William Shakespeare, mise en scène Terry Hands
- 1974 : Le Légataire universel de Jean-François Regnard, mise en scène Jean-Paul Roussillon
- 1974 : L'Impromptu de Marigny de Jean Poiret, mise en scène Jacques Charon
- 1975 : Partage de midi de Paul Claudel, mise en scène Antoine Vitez
- 1976 : Maître Puntila et son valet Matti de Bertolt Brecht, mise en scène Guy Rétoré, au Théâtre Marigny
- 1976 : Dom Juan de Molière, mise en scène Antoine Bourseiller
- 1977 : Partage de midi de Paul Claudel, mise en scène Antoine Vitez
- 1980 : La Mouette d'Anton Tchekhov, mise en scène Otomar Krejča
- 1981 : La Dame de chez Maxim de Georges Feydeau, mise en scène Jean-Paul Roussillon
- 1982 : Le Voyage de monsieur Perrichon d'Eugène Labiche et Édouard Martin, mise en scène Jean Le Poulain
- 1982 : Intermezzo de Jean Giraudoux, mise en scène Jacques Sereys
- 1984 : Le Misanthrope de Molière, mise en scène Jean-Pierre Vincent
- 1985 : Les Corbeaux d'Henry Becque, mise en scène Jean-Pierre Vincent, Salle Richelieu
- 1987 : Abel et Bela de Robert Pinget, mise en scène Jean-Paul Roussillon, au Festival d'Avignon
- 1987 : Victoria Station d'Harold Pinter, mise en scène Bernard Murat, au Festival d'Avignon
- 1990 : Huis clos de Jean-Paul Sartre, mise en scène Claude Régy
- 1993 : Le Faiseur d'Honoré de Balzac, mise en scène Jean-Paul Roussillon, Salle Richelieu

#### Théâtre national de l'Odéon
- 1971 : Amorphe d'Ottenburg de Jean-Claude Grumberg, mise en scène Jean-Paul Roussillon
- 1972 : Volpone de Jules Romains, mise en scène Gérard Vergez
- 1972 : Le Comte Oderland de Max Frisch, mise en scène Jean-Pierre Miquel
- 1973 : Abraham et Samuel de Victor Haïm, mise en scène Jean-Louis Thamin
- 1974 : La Nostalgie, Camarade de François Billetdoux, mise en scène Jean-Paul Roussillon
- 1975 : Une lune pour les déshérités d'Eugène O'Neill, mise en scène Jacques Rosner
- 1976 : Le roi se meurt d'Eugène Ionesco, mise en scène Jorge Lavelli
- 1977 : Paralchimie de Robert Pinget, mise en scène Yves Gasc
- 1978 : En attendant Godot de Samuel Beckett, mise en scène Roger Blin
- 1979 : La Tour de Babel de Fernando Arrabal, mise en scène Jorge Lavelli
- 1980 : En attendant Godot de Samuel Beckett, mise en scène Roger Blin
- 1980 : Le roi se meurt d'Eugène Ionesco, mise en scène Jorge Lavelli
- 1984 : Le Suicidé de Nikolaï Erdman, mise en scène Jean-Pierre Vincent
- 1987 : La Ronde d'Arthur Schnitzler, mise en scène Alfredo Arias

### Hors Comédie-Française
- 1991 : Comédies barbares de Ramón María del Valle-Inclán, mise en scène Jorge Lavelli, Festival d'Avignon, Théâtre national de la Colline, Théâtre de Nice, Théâtre des Treize Vents
- 1992 : Pandora de Jean-Christophe Bailly, mise en scène Georges Lavaudant, TNP Villeurbanne, MC93 Bobigny
- 1992 : Macbett d'Eugène Ionesco, mise en scène Jorge Lavelli, Théâtre national de la Colline
- 1993 : Macbett d'Eugène Ionesco, mise en scène Jorge Lavelli, Théâtre de Nice, Théâtre des Célestins
- 1994 : Les Journalistes d'Arthur Schnitzler, mise en scène Jorge Lavelli, Théâtre national de la Colline
- 1994 : Hamlet de William Shakespeare, mise en scène Terry Hands, Théâtre Marigny
- 1994 : L'Amour en Crimée de Sławomir Mrożek, mise en scène Jorge Lavelli, Théâtre national de la Colline
- 1995 : Décadence de Steven Berkoff, mise en scène Jorge Lavelli, Théâtre national de la Colline
- 1995 : L'Homme du hasard de Yasmina Reza, mise en scène Patrice Alexsandre, Théâtre Hébertot, avec Françoise Fabian
- 1996 : Décadence de Steven Berkoff, mise en scène Jorge Lavelli, Théâtre national de la Colline
- 1996 : Arloc de Serge Kribus, mise en scène Jorge Lavelli, Théâtre national de la Colline
- 1997 : Adam et Ève de Jean-Claude Grumberg, mise en scène Gildas Bourdet, La Criée, Théâtre national de Chaillot
- 1998 : Dialogue en ré majeur de Javier Tomeo, mise en scène Ariel Garcia-Valdès, Théâtre national de l'Odéon, Théâtre de Nice
- 1998 : Rêver peut-être de Jean-Claude Grumberg, mise en scène Jean-Michel Ribes, Centre national de création d'Orléans
- 1999 : Rêver peut-être de Jean-Claude Grumberg, mise en scène Jean-Michel Ribes, Théâtre du Rond-Point
- 1999 : Un sujet de roman de Sacha Guitry, mise en scène Jean Bouchaud et Geneviève Thénier, Théâtre du Palais Royal
- 2000 : Le Grand Retour de Boris S. de Serge Kribus, mise en scène Marcel Bluwal, Théâtre de l'Œuvre
- 2002 : Le Désarroi de Monsieur Peter d'Arthur Miller, mise en scène Jorge Lavelli, Théâtre de l'Atelier
- 2003 : La Preuve de David Auburn, mise en scène Bernard Murat, Théâtre des Mathurins
- 2003 : Le Jour du destin de Michel Del Castillo, mise en scène Jean-Marie Besset et Gilbert Désveaux, Théâtre Montparnasse
- 2005 : Dieu est un steward de bonne composition d'Yves Ravey, mise en scène Jean-Michel Ribes, Théâtre du Rond-Point, Théâtre national de Nice, tournée
- 2007 : À la porte de Vincent Delecroix, mise en scène Marcel Bluwal, Théâtre de l'Œuvre
- 2007 : Puzzle de Woody Allen, mise en scène Annick Blancheteau et Jean Mourière, Théâtre du Palais-Royal
- 2010 : David & Edward de Lionel Goldstein, mise en scène Marcel Bluwal, Théâtre de l'Œuvre
- 2010 : Les Heures blanches de Niels Arestrup, mise en espace Fabian Chappuis, Festival Nava Abbaye de Saint-Hilaire
- 2010 : Aller chercher demain de Denise Chalem, mise en espace de l'auteur, Festival Nava Théâtre de l'île de Sournies
- 2011 : Aller chercher demain de Denise Chalem, mise en scène Didier Long, Théâtre de Paris
- 2011 : Collaboration de Ronald Harwood, mise en scène Georges Werler, Théâtre des Variétés
- 2012 : Le Fils, de Jon Fosse, mise en scène Jacques Lassalle, Théâtre de la Madeleine
- 2012 : Collaboration de Ronald Harwood, mise en scène Georges Werler, tournée
- 2013 : Collaboration de Ronald Harwood, mise en scène Georges Werler, Théâtre de la Madeleine
- 2013 : Mon beau-père est une princesse de et mise en scène Didier Bénureau, Théâtre du Palais-Royal
- 2014 : La Colère du Tigre de Philippe Madral, mise en scène Christophe Lidon, Théâtre Montparnasse
- 2015 : Le Roi Lear de William Shakespeare, mise en scène Jean-Luc Revol, Théâtre de la Madeleine

## Distinctions
- Molières
  - Molières 1993 : Molière du comédien pour Macbett
  - Molières 1996 : nomination au Molière du comédien pour Décadence
  - Molières 1999 : Molière du comédien dans un second rôle pour Rêver peut-être
  - Molières 2000 : Molière du comédien pour Un sujet de roman
  - Molières 2001 : nomination au Molière du comédien pour Le Grand Retour de Boris S.
  - Molières 2007 : Molière du spectacle seul en scène pour À la porte
  - Molières 2016 : nomination au Molière du comédien dans un spectacle de théâtre privé pour Le Roi Lear
- César
  - Césars 1978 : nomination au César du meilleur second rôle masculin pour Des enfants gâtés
  - Césars 1980 : nomination au César du meilleur second rôle masculin pour Courage fuyons
  - Césars 1985 : nomination au César du meilleur second rôle masculin pour Un dimanche à la campagne

- 2003 : prix du Brigadier pour Le Jour du destin de Michel del Castillo, Théâtre Montparnasse

### Décoration
- Officier de la Légion d'honneur
- Grand officier de l'ordre national du Mérite[4]
- Commandeur de l'ordre des Arts et des Lettres au titre de « comédien » (2003)[5]